# Nicolas Schöffer
Nicolas Schöffer (Kalocsa, 6 settembre 1912 – Parigi, 8 gennaio 1992) è stato un artista ungherese naturalizzato francese tra i principali esponenti dell'arte cinetica.

## Biografia
Dopo la formazione presso l'università ungherese di belle arti tra il 1932 e il 1935, Schöffer si trasferì a Parigi, ove frequentò l'École des beaux-arts e svolse una serie di lavori. Divenne cittadino francese nel 1948. La ricerca di Schöffer tra scultura, architettura e ambiente, iniziata a partire dal 1949 con alcune creazioni che risentono l'influenza del costruttivismo e del neoplasticismo, ma maturata nel corso degli anni cinquanta, si concretizzò nella realizzazione delle sue distintive e imponenti torri spazio-dinamiche e opere in acciaio. Schöffer si cimentò lavorò anche nel campo del teatro artistico e, dal 1972 scrisse una serie di libri che offrono un excursus della sua visione artistica. Schöffer morì a Parigi nel 1992.

## Opere
- La ville cybernétique, 1972
- Perturbation et chronocratie, 1978
- La thèorie des miroirs, 1982